# Trebižat (rivier)
De Trebižat is een rivier in het zuiden van Bosnië en Herzegovina en een zijrivier van de Neretva. De belangrijkste bronrivier van de Trebižat is de Tihaljina die ontspringt op de 903 meter hoogte in de gemeente Posušje. 

## Verloop
De Trebižat begint bij het samenkomen van de bronrivieren Tihaljina en de Vrlika bij de plaats Vitina, onderdeel van de gemeente Ljubuški. Deze gemeente wordt vrijwel volledig van noordwest naar zuidoost door deze rivier doorkruist en Ljubuški is de grootste plaats langs de rivier. Buiten de stad stroomt de Trebižat door een brede vallei bekend om wijnbouw. Ongeveer vijf kilometer ten zuiden van Ljubuški wordt het dal smaller en begint een gedeelte met talloze stroomversnellingen en watervallen. De bekendste hiervan zijn de Kravica-watervallen met een hoogte van ca. 25 meter. Vanaf de gelijknamige plaats Trebižat wordt het dal weer breder totdat de rivier bij Čapljina uitmondt in de Neretva. 
- Nationale Bibliotheek van Tsjechië: ge1253844